# Datsun DC-3
Datsun DC-3 — лёгкий автомобиль, выпускавшийся компанией Nissan и продававшийся под маркой Datsun в 1952 году. Серия была предшественником спортивных автомобилей Fairlady, и пришла на смену довоенному Road Star. Автомобиль имел 860-кубовый двигатель Nissan D10, рядный четырёхцилиндровый двигатель мощностью 20 л.с. (15 кВт), разгонявший его до скорости в 70 км/ч. Боковые шильдики говорили «DATSUN 20», где 20 означает мощность мотора в л.с. Подвеска использовались рессорная, устанавливалась 3-ступенчатая механическая коробка передач. Четыре человека могли ездить в DC-3. Было построено всего 50 единиц; из них 30 были проданы (все остальные автомобили были переделаны обратно в грузовики). Вариантом DC-3 был пикап Datsun 5147.